# پومیائو
پومیائو (به لاتین: Pumiao) یک شهرک در جمهوری خلق چین است که در ناحیه یانگنینگ واقع شده‌است. پومیائو ۱۰۲ متر بالاتر از سطح دریا واقع شده‌است.